# آلفرد گیوم
آلفرد گیوم (به فرانسوی: Alfred Guillaume) (زاده ۱۸۸۸ - درگذشته ۱۹۶۶) از مترجمین قرآن به زبان انگلیسی است.
او در ۱۸۸۸ (میلادی) متولد شده و گفته شده که ترجمه او یکی از ترجمه‌های خوب به شمار می‌رود.
در کتاب مختصر خود موسوم به اسلام می‌گوید:
قرآن یکی از کتب بسیار قدیمی دنیاست و ترجمه نمی‌شود مگر از اعتبار و اهمیت آن بر حد زیادی کاسته شود … عده کثیری از مسیحیان عرب زبان از سبک قرآن با تمجید تمام صحبت می‌کنند و از میان شرق شناسان کسانی که به زبان و ادبیات عربی آشنایی دارند، فصاحت و لطف و ظرافت شیوه قرآن را می‌ستایند.